# Esporte Clube Vitória
L'Esporte Clube Vitória è una squadra di calcio della Città di Salvador nello Stato di Bahia in Brasile.
È stato fondato il 13 maggio 1899.

## Organico

### Rosa 2024
Aggiornata al 5 gennaio 2024.
| N. |                    | Ruolo | Calciatore                   |
| -- | ------------------ | ----- | ---------------------------- |
| 1  | Brasile (bandiera) | P     | Gabriel Vasconcelos Ferreira |
| 2  | Brasile (bandiera) | D     | Jonathan Bocão               |
| 3  | Brasile (bandiera) | D     | Wallace Reis                 |
| 4  | Brasile (bandiera) | D     | Maurício Ramos               |
| 5  | Brasile (bandiera) | C     | Léo Naldi                    |
| 6  | Brasile (bandiera) | C     | Guilherme Rend               |
| 7  | Brasile (bandiera) | C     | Fernando Neto                |
| 8  | Brasile (bandiera) | C     | Gérson Magrão                |
| 9  | Brasile (bandiera) | A     | Léo Ceará                    |
| 10 | Brasile (bandiera) | A     | Alisson Farias               |
| 11 | Brasile (bandiera) | A     | Vico                         |
| 12 | Uruguay (bandiera) | P     | Martín Rodríguez             |
| 13 | Brasile (bandiera) | P     | César                        |
| 14 | Brasile (bandiera) | D     | John                         |
| 15 | Brasile (bandiera) | C     | Lucas Cândido                |
| 16 | Brasile (bandiera) | D     | Van                          |
| 18 | Brasile (bandiera) | A     | Juninho Quixadá              |
| 22 | Brasile (bandiera) | P     | Lucas Arcanjo                |
| 26 | Brasile (bandiera) | D     | Leandro Silva                |
| 27 | Brasile (bandiera) | A     | Ruan Levine                  |

| N. |                    | Ruolo | Calciatore       |
| -- | ------------------ | ----- | ---------------- |
| 28 | Brasile (bandiera) | D     | João Victor      |
| 30 | Brasile (bandiera) | D     | Matheuzinho      |
| 31 | Brasile (bandiera) | P     | Yuri Sena        |
| 33 | Brasile (bandiera) | D     | Léo              |
| 34 | Brasile (bandiera) | D     | Carlos Eduardo   |
| 35 | Brasile (bandiera) | D     | Rafael Carioca   |
| 37 | Brasile (bandiera) | A     | Rodrigo Carioca  |
| 45 | Brasile (bandiera) | D     | Gabriel Furtado  |
| 50 | Brasile (bandiera) | D     | Thiago Carleto   |
| 77 | Brasile (bandiera) | A     | Ewandro          |
| 80 | Brasile (bandiera) | C     | Figueiredo       |
| 88 | Brasile (bandiera) | C     | Dudu             |
| 89 | Brasile (bandiera) | A     | Júnior Viçosa    |
| 96 | Brasile (bandiera) | C     | Romisson         |
| 99 | Brasile (bandiera) | C     | Matheus Tenório  |
|    | Brasile (bandiera) | A     | Rodrigão         |
|    | Brasile (bandiera) | C     | Giovanni Augusto |
|    | Brasile (bandiera) | A     | Caio Vinícius    |
|    | Brasile (bandiera) | D     | Wagner Leonardo  |
|    | Brasile (bandiera) | D     | Luan             |

### Rosa 2023
Aggiornata al 7 gennaio 2023.
| N. |                    | Ruolo | Calciatore       |
| -- | ------------------ | ----- | ---------------- |
| 1  | Brasile (bandiera) | P     | Ronaldo          |
| 2  | Brasile (bandiera) | D     | Jonathan Bocão   |
| 3  | Brasile (bandiera) | D     | Wallace Reis     |
| 4  | Brasile (bandiera) | D     | Maurício Ramos   |
| 6  | Brasile (bandiera) | C     | Guilherme Rend   |
| 7  | Brasile (bandiera) | C     | Fernando Neto    |
| 8  | Brasile (bandiera) | C     | Gérson Magrão    |
| 9  | Brasile (bandiera) | A     | Léo Ceará        |
| 10 | Brasile (bandiera) | A     | Matheuzinho      |
| 11 | Brasile (bandiera) | A     | Vico             |
| 12 | Uruguay (bandiera) | P     | Martín Rodríguez |
| 13 | Brasile (bandiera) | P     | César            |
| 14 | Brasile (bandiera) | D     | John             |
| 15 | Brasile (bandiera) | C     | Lucas Cândido    |
| 16 | Brasile (bandiera) | D     | Van              |
| 18 | Brasile (bandiera) | A     | Juninho Quixadá  |
| 19 | Ecuador (bandiera) | A     | Jordy Caicedo    |
| 22 | Brasile (bandiera) | P     | Lucas Arcanjo    |
| 26 | Brasile (bandiera) | D     | Leandro Silva    |

| N. |                     | Ruolo | Calciatore       |
| -- | ------------------- | ----- | ---------------- |
| 27 | Brasile (bandiera)  | A     | Ruan Levine      |
| 28 | Brasile (bandiera)  | D     | João Victor      |
| 30 | Brasile (bandiera)  | D     | Leocovick        |
| 31 | Brasile (bandiera)  | P     | Yuri Sena        |
| 33 | Brasile (bandiera)  | D     | Léo              |
| 34 | Brasile (bandiera)  | D     | Carlos Eduardo   |
| 35 | Brasile (bandiera)  | D     | Rafael Carioca   |
| 37 | Brasile (bandiera)  | A     | Rodrigo Carioca  |
| 45 | Brasile (bandiera)  | D     | Gabriel Furtado  |
| 50 | Brasile (bandiera)  | D     | Thiago Carleto   |
| 77 | Brasile (bandiera)  | A     | Ewandro          |
| 80 | Brasile (bandiera)  | C     | Figueiredo       |
| 84 | Bulgaria (bandiera) | C     | Marcelinho       |
| 88 | Brasile (bandiera)  | C     | Dudu             |
| 89 | Brasile (bandiera)  | A     | Júnior Viçosa    |
| 96 | Brasile (bandiera)  | C     | Romisson         |
| 99 | Brasile (bandiera)  | C     | Matheus Tenório  |
|    | Brasile (bandiera)  | A     | Rodrigão         |
|    | Brasile (bandiera)  | C     | Giovanni Augusto |

### Rosa 2020
Aggiornata al 29 agosto 2020.
| N. |                    | Ruolo | Calciatore       |
| -- | ------------------ | ----- | ---------------- |
| 1  | Brasile (bandiera) | P     | Ronaldo          |
| 2  | Brasile (bandiera) | D     | Jonathan Bocão   |
| 3  | Brasile (bandiera) | D     | Wallace Reis     |
| 4  | Brasile (bandiera) | D     | Maurício Ramos   |
| 6  | Brasile (bandiera) | C     | Guilherme Rend   |
| 7  | Brasile (bandiera) | C     | Fernando Neto    |
| 8  | Brasile (bandiera) | C     | Gérson Magrão    |
| 9  | Brasile (bandiera) | A     | Léo Ceará        |
| 10 | Brasile (bandiera) | A     | Alisson Farias   |
| 11 | Brasile (bandiera) | A     | Vico             |
| 12 | Uruguay (bandiera) | P     | Martín Rodríguez |
| 13 | Brasile (bandiera) | P     | César            |
| 14 | Brasile (bandiera) | D     | John             |
| 15 | Brasile (bandiera) | C     | Lucas Cândido    |
| 16 | Brasile (bandiera) | D     | Van              |
| 18 | Brasile (bandiera) | A     | Juninho Quixadá  |
| 19 | Ecuador (bandiera) | A     | Jordy Caicedo    |
| 21 | Brasile (bandiera) | C     | Matheusinho      |
| 22 | Brasile (bandiera) | P     | Lucas Arcanjo    |

| N. |                     | Ruolo | Calciatore      |
| -- | ------------------- | ----- | --------------- |
| 26 | Brasile (bandiera)  | D     | Leandro Silva   |
| 27 | Brasile (bandiera)  | A     | Ruan Levine     |
| 28 | Brasile (bandiera)  | D     | João Victor     |
| 30 | Brasile (bandiera)  | D     | Leocovick       |
| 31 | Brasile (bandiera)  | P     | Yuri Sena       |
| 33 | Brasile (bandiera)  | D     | Léo             |
| 34 | Brasile (bandiera)  | D     | Carlos Eduardo  |
| 35 | Brasile (bandiera)  | D     | Rafael Carioca  |
| 37 | Brasile (bandiera)  | A     | Rodrigo Carioca |
| 45 | Brasile (bandiera)  | D     | Gabriel Furtado |
| 50 | Brasile (bandiera)  | D     | Thiago Carleto  |
| 77 | Brasile (bandiera)  | A     | Ewandro         |
| 80 | Brasile (bandiera)  | C     | Figueiredo      |
| 84 | Bulgaria (bandiera) | C     | Marcelinho      |
| 88 | Brasile (bandiera)  | C     | Dudu            |
| 89 | Brasile (bandiera)  | A     | Júnior Viçosa   |
| 96 | Brasile (bandiera)  | C     | Romisson        |
| 99 | Brasile (bandiera)  | C     | Matheus Tenório |

### Rosa 2017
| N. |                      | Ruolo | Calciatore               |
| -- | -------------------- | ----- | ------------------------ |
| 1  | Brasile (bandiera)   | P     | Fernando Miguel          |
| 23 | Brasile (bandiera)   | P     | Caique                   |
| 34 | Brasile (bandiera)   | P     | Wallace Barato           |
| 4  | Brasile (bandiera)   | D     | Alan Costa               |
| 5  | Brasile (bandiera)   | C     | Willian Farias           |
| 6  | Brasile (bandiera)   | D     | Geferson Cerqueira Teles |
| 7  | Brasile (bandiera)   | C     | Uillian Correia          |
| 8  | Colombia (bandiera)  | C     | Sherman Cárdenas         |
| 9  | Brasile (bandiera)   | A     | Kieza                    |
| 10 | Argentina (bandiera) | C     | Jesús Dátolo             |
| 11 | Brasile (bandiera)   | A     | Cleiton Xavier           |
| 12 | Brasile (bandiera)   | P     | Ronaldo Strada           |
| 13 | Brasile (bandiera)   | D     | Luis Vinícius            |
| 14 | Brasile (bandiera)   | C     | José Welison             |
| 15 | Argentina (bandiera) | C     | Leonardo Pisculichi      |

| N. |                    | Ruolo | Calciatore         |
| -- | ------------------ | ----- | ------------------ |
| 16 | Brasile (bandiera) | D     | Euller Cavalcanti  |
| 17 | Brasile (bandiera) | D     | Jhemerson          |
| 18 | Brasile (bandiera) | C     | Gabriel Xhavier    |
| 19 | Cile (bandiera)    | A     | Jean Paul Pineda   |
| 20 | Brasile (bandiera) | A     | Pedro Oldoni       |
| 22 | Brasile (bandiera) | D     | Norberto           |
| 25 | Brasile (bandiera) | D     | Kanu dos Santos    |
| 27 | Brasile (bandiera) | A     | David da Fonseca   |
| 28 | Brasile (bandiera) | D     | Fred Burger Xavier |
| 29 | Brasile (bandiera) | C     | Marcelo dos Santos |
| 30 | Brasile (bandiera) | D     | Leandro Salino     |
| 32 | Brasile (bandiera) | D     | Léo                |
| 37 | Brasile (bandiera) | D     | Bruno Bispo        |
| 39 | Brasile (bandiera) | A     | Paulo Luiz Beraldo |
| 72 | Brasile (bandiera) | P     | Gustavo            |
|    | Brasile (bandiera) | C     | Carlos Eduardo     |

## Rosa 2016
| N. |                     | Ruolo | Calciatore               |
| -- | ------------------- | ----- | ------------------------ |
|    | Paraguay (bandiera) | P     | Roberto Junior Fernández |
|    | Brasile (bandiera)  | P     | Deola                    |
|    | Brasile (bandiera)  | P     | Douglas                  |
|    | Brasile (bandiera)  | P     | Gustavo                  |
|    | Brasile (bandiera)  | D     | Gabriel Paulista         |
|    | Brasile (bandiera)  | D     | Victor Ramos             |
|    | Brasile (bandiera)  | D     | Reniê                    |
|    | Brasile (bandiera)  | D     | David Braz               |
|    | Brasile (bandiera)  | D     | Fabrício                 |
|    | Brasile (bandiera)  | D     | Carlos Cardoso           |
|    | Brasile (bandiera)  | D     | Nino Paraíba             |
|    | Brasile (bandiera)  | D     | Mansur                   |
|    | Brasile (bandiera)  | D     | Dimas                    |
|    | Brasile (bandiera)  | D     | Léo                      |
|    | Brasile (bandiera)  | D     | Marcos                   |
|    | Brasile (bandiera)  | C     | Michel                   |
|    | Brasile (bandiera)  | C     | Rodrigo Mancha           |
|    | Brasile (bandiera)  | C     | Fernando Bob             |
|    | Brasile (bandiera)  | C     | Neto Coruja              |

| N. |                      | Ruolo | Calciatore           |
| -- | -------------------- | ----- | -------------------- |
|    | Brasile (bandiera)   | C     | Gabriel Soares       |
|    | Brasile (bandiera)   | C     | Mineiro              |
|    | Brasile (bandiera)   | C     | Arthur Maia          |
|    | Brasile (bandiera)   | C     | Leílson              |
|    | Paraguay (bandiera)  | C     | Luis Enrique Cáceres |
|    | Brasile (bandiera)   | C     | Renato Cajá          |
|    | Argentina (bandiera) | C     | Damián Escudero      |
|    | Brasile (bandiera)   | A     | Dinei                |
|    | Brasile (bandiera)   | A     | Willie               |
|    | Brasile (bandiera)   | A     | William Henrique     |
|    | Brasile (bandiera)   | A     | Marcelo Nicácio      |
|    | Brasile (bandiera)   | A     | Lúcio Maranhão       |
|    | Brasile (bandiera)   | A     | Alan Pinheiro        |
|    | Brasile (bandiera)   | A     | Pedro Oldoni         |
|    | Argentina (bandiera) | A     | Maxi Biancucchi      |
|    | Brasile (bandiera)   | C     | Luiz Gustavo Tavares |
|    | Brasile (bandiera)   | D     | Rodrigo Defendi      |
|    | Brasile (bandiera)   | C     | Lucas Zen            |
|    | Argentina (bandiera) | D     | Jonathan Ferrari     |
|    | Argentina (bandiera) | C     | Jesús Dátolo         |

## Palmarès

### Competizioni nazionali
- Campeonato Brasileiro Série B: 1

2023

### Competizioni statali
- Campionato Baiano: 30

1908, 1909, 1953, 1955, 1957, 1964, 1965, 1972, 1980, 1985, 1989, 1990, 1992, 1995, 1996, 1997, 1999, 2000, 2002, 2003, 2004, 2005, 2007, 2008, 2009, 2010, 2013, 2016, 2017, 2024
- Copa do Nordeste: 4

1997, 1999, 2003, 2010

### Competizioni giovanili
- Milk Cup: 1

1999 (Under-19)
- Copa do Brasil Sub-20: 1

2012
- Copa do Brasil Sub-17: 1

2015
- Taça Belo Horizonte de Juniores: 1

2004

### Altri piazzamenti
- Campionato brasiliano:

Secondo posto: 1993
- Campeonato Brasileiro Série B:

Secondo posto: 1992
Terzo posto: 2015
- Campeonato Brasileiro Série C:

Secondo posto: 2006
- Coppa del Brasile:

Finalista: 2010
Semifinalista: 2004
- Copa do Nordeste:

Finalista: 1998, 2000, 2002
Semifinalista: 2015, 2017, 2021